# Ministero delle politiche sociali (Ucraina)
Il Ministero delle politiche sociali (in ucraino Міністерство соціальної політики України?, Ministerstvo social'noï Ukraïny), precedentemente Ministero del lavoro e delle politiche sociali, è il dicastero del governo ucraino responsabile dei rapporti di lavoro, della famiglia e figli, dell'immigrazione, dei diritti delle donne, dei diritti dei bambini e degli aiuti umanitari.

## Responsabilità
I compiti del ministero comprendono la formazione e l'attuazione di politiche pubbliche concernenti:
- l'occupazione e la migrazione per lavoro;
- i rapporti di lavoro, la protezione sociale e i servizi sociali per la popolazione;
- le questioni familiari e dei minori, il miglioramento della salute e le attività ricreative per i bambini, nonché la protezione dei diritti delle persone deportate a livello nazionale che sono tornate in Ucraina;
- i pari diritti e opportunità per uomini e donne, prevenzione contro la violenza domestica e lotta contro la tratta di esseri umani;
- le questioni relative all'adozione, alla protezione e ai diritti dei minori;
- gli aiuti umanitari.

## Struttura
Il ministero è costituito da un corpo centrale guidato e composto da un ministro, dal suo primo vice e da altri vice ministri che assistono il ministro. Parte del ministero compone diverse amministrazioni statali specializzate in determinati settori:

### Agenzie statali
- Servizio statale per i disabili e i veterani dell'Ucraina
- Ispettorato statale per le politiche del lavoro dell'Ucraina
- Servizio statale per l'impiego

### Sistema di previdenza sociale statale
- Fondo statale di sicurezza sociale in caso di disoccupazione
- Fondo previdenziale per invalidità temporanea
- Fondo previdenziale per gli infortuni sul lavoro